# Bota de Oro 1998-99

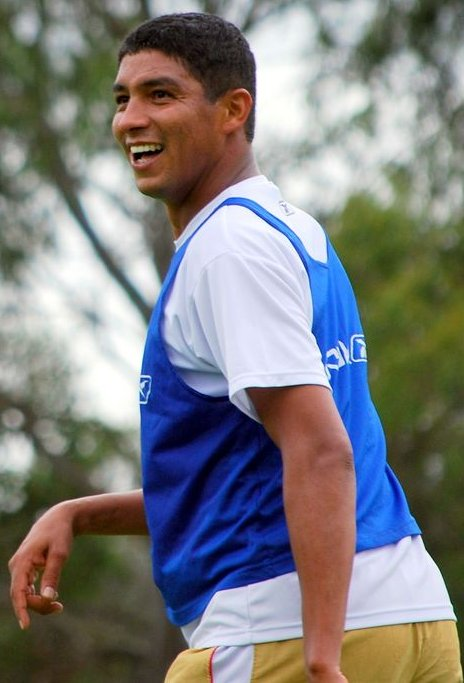
Mário Jardel ganador en 1998-99

La Bota de Oro 1998-99 fue un premio deportivo otorgado por la European Sports Media, asociación europea de publicaciones de fútbol quien se encarga de entregar el premio de acuerdo con un sistema de puntos ponderado.
El brasileño Mário Jardel, quien en ese entonces jugaba en la posición de delantero para el Fútbol Club Oporto, fue declarado el máximo goleador de las grandes ligas de Europa. Esta fue la primera bota de oro que conquistó el brasileño. La edición anterior la había conseguido el griego Nikos Machlas con 34 anotaciones y quien jugaba para el Vitesse Arnhem de los Países Bajos.
Para mediados de junio de 2021, el trofeo en físico de la bota le fue hurtado a Jardel en su residencia, en el municipio de Fortaleza. Hecho que fue noticia a nivel nacional e internacional por diversidad de medios.

## Criterio
Los criterios para la elección del ganador para la temporada 1998-99 se tomaron en base a un sistema de puntuación, teniendo como base los coeficientes UEFA. Para este caso, las ocho primeras ligas mejor clasificadas obtenían dos puntos por gol anotado. Para el resto de ligas la puntuación fue inferior.

## Ganador
El brasileño y jugador de la selección de fútbol de Brasil, Mário Jardel, fue finalmente el vencedor de la temporada 1998-99, después de conseguir 36 goles en la Primera División de Portugal y terminar con 72 puntos. El podio quedó conformado por el neerlandés Ruud van Nistelrooy del PSV Eindhoven, quien consiguió 31 anotaciones y 62 puntos en la Eredivisie y el español Raúl González Blanco, quien defendía los colores de la camiseta del Real Madrid Club de Fútbol, con 25 goles y 50 puntos en la Primera División de España.
La bota de Oro conseguida por el brasileño le acreditaba como máximo goleador de las ligas europeas de fútbol. Para Jardel, esta fue su primera bota de Oro en su trayectoria como futbolista profesional.

### Ranking final
| Posición | Futbolista          | Club              | Campeonato       | Goles | Puntaje |
| -------- | ------------------- | ----------------- | ---------------- | ----- | ------- |
| 1        | Mário Jardel        | FC Porto          | Liga de Portugal | 36    | 72      |
| 3        | Ruud van Nistelrooy | PSV Eindhoven     | Eredivisie       | 31    | 62      |
| 2        | Raúl González       | Real Madrid C. F. | La Liga          | 25    | 50      |